# Éditions Textes Gais
 (avril 2025).
Si vous disposez d'ouvrages ou d'articles de référence ou si vous connaissez des sites web de qualité traitant du thème abordé ici, merci de compléter l'article en donnant les références utiles à sa vérifiabilité et en les liant à la section « Notes et références ».
Les Éditions Textes Gais  sont une maison d'édition française spécialisée dans la littérature homosexuelle appartenant à la société Tête de Gondole.

## Présentation

### À l'origine, TextesGais.com
Le 1er octobre 2000 est créé le site Textesgais.com. Ce site, qui propose aujourd'hui (janvier 2010) près de 2700 textes francophones écrits par plus de 500 auteurs, a pour vocation première de permettre à chacun, pour autant que son texte présente une dimension homosexuelle, d'exprimer librement ses ambitions littéraires et de soumettre celles-ci au regard des autres.
Ce site est devenu aussi, au fil du temps, un lieu d'expression et de rencontre pour des personnes, jeunes ou moins jeunes, ayant quelques difficultés à vivre ou à accepter leur sexualité ou, tout simplement, désireuses de mettre des mots sur un vécu minoritaire.
Par ailleurs, outre la partie en accès-libre, le site Textesgais.com propose aussi une partie réservée aux adultes (protégée par un mot de passe) où l'on trouvera des textes érotiques ou pornographiques.
L'ensemble du site est entièrement gratuit.

### LesÉditions Textes Gais
En 2001 le fondateur du site, Pedro Torres, décide de créer une maison d'éditions qui proposera, au format papier, des textes d'auteurs plébiscités par les lecteurs du site. Les premiers textes publiés seront ceux du créateur du site lui-même, à savoir la série des Jeunes Sexes, Tendres Sexes, etc.
Ces quatre premiers textes, relevant du genre érotique, connaîtront, eu égard à la nouveauté de cette maison d'édition, à sa petite distribution (essentiellement au départ la librairie gay Les Mots à la bouche et la librairie Blue Book Paris dans le Marais à Paris) et au côté un peu "amateur" des premières publications, un succès assez important.
Le catalogue des Éditions Textes Gais s'est depuis largement étoffé et compte aujourd'hui une trentaine de titres aussi différents que des histoires romantiques, de l'heroic fantasy/Yaoï, de l'humour, du récit de formation, du roman historique, des romans érotiques, des histoires vécues et des classiques de la littérature homosexuelle.

## Quelques textes
- Raphaël Moreno, Le corps d Alexis, Paris, Éditions Textes Gais, 2004
- Jean-Marie Fonteneau, (1973),  Les Papillons de Makaba, Paris, ? — réédition : Paris, Éditions Textes Gais, 2004.
- Roger Peyrefitte, (1944),  Les amitiés particulières : roman, Paris, Éd. TG [= Éd. Textes Gais], 2005.  (ISBN 2-914679-16-5)
- Mikko Ranskalainen, Comment te le dire ? Paris, Éditions Textes Gais, 2005.
- Alexandre Delmar,  Prélude à une vie heureuse, Paris, Éditions Textes Gais, 2006.
- Nicolas Robin, Bébé Requin, Paris, Éditions Textes Gais, 2006.
- Sabin C., Les Troubles, Paris, Éditions Textes Gais, 2007.
- Luc Frey, Des larmes sur les draps, Paris, Éditions Textes Gais, 2014.
- Tan Hagmann, Sage comme une image, Paris, Éditions Textes Gais, 2014.
- Sébastien Avril, Seb and the City, Paris, Éditions Textes Gais, 2014.
- Sylwester Wallscott, Papa, mon amour, Paris, Éditions Textes Gais, 2017.  (ISBN 979-1-029-40201-2)
- Karl-Erick Horlange, Agonie d’une passion, Carnets sous l’Occupation (1942-1945), Paris, Éditions Textes Gais, 2018.  (ISBN 979-1-029-40304-0)
- Daniel French, Que Dieu te protège, Paris, Éditions Textes Gais, 2018.  (ISBN 978-1-365-87736-0) et Ange de ville,Paris, Éditions Textes Gais, 2018  (ISBN 978-1-387-96496-3)
- Tony Wurtz, Captif, Paris, Éditions Textes Gais, 2019.
- Tony Wurtz, Docile, Paris, Éditions Textes Gais, 2019.
- Yoann Lemaire, Je suis le seul joueur de foot homo : Enfin j'étais..., Paris, Éditions Textes Gais, 2019.  (ISBN 978-2-914-67941-1)